# Erythrochiton giganteus
Erythrochiton giganteus es una especie de planta perteneciente a la familia de las rutáceas. Es un endemismo de  Ecuador.  

## Descripción
Es un arbusto o pequeño árbol endémico al oeste de Ecuador, donde crece en las tierras bajas costeras y las estribaciones de los Andes, en el bosque primario y secundario. Reportado como común en 1985 en el bosque húmedo costero de El Rosario, donde era conocida como "hueso de mono". Ese lugar ha sido inundado por la presa Daule-Peripa (C. Bonifaz, com. Pers.). Está protegida en la Reserva Ecológica Manglares-Churute, y se espera encontrar en la Reserva Ecológica Mache-Chindul. Dodson y Gentry (1991) reportaron la extinción local de la especie en la Reserva Río Palenque que es privada. Aparte de la destrucción del hábitat, no se conocen amenazas concretas. Considerada en peligro debido a la drástica alteración de su hábitat en los últimos 50 años.

## Taxonomía
Erythrochiton giganteus fue descrita  por el  botánico Henry Charles Andrews  y publicado en Selbyana 2: 287–288, f, en el año 1978.